# Rudolf Mellinghoff
Rudolf Mellinghoff (né le 25 novembre 1954 à Langenfeld, Rheinland) est un juriste allemand. Il est juge Tribunal constitutionnel fédéral allemand de 2001 à 2011. Depuis le 31 octobre 2011, il est président de la Cour fédérale des finances.